# گسل شمال آناتولی

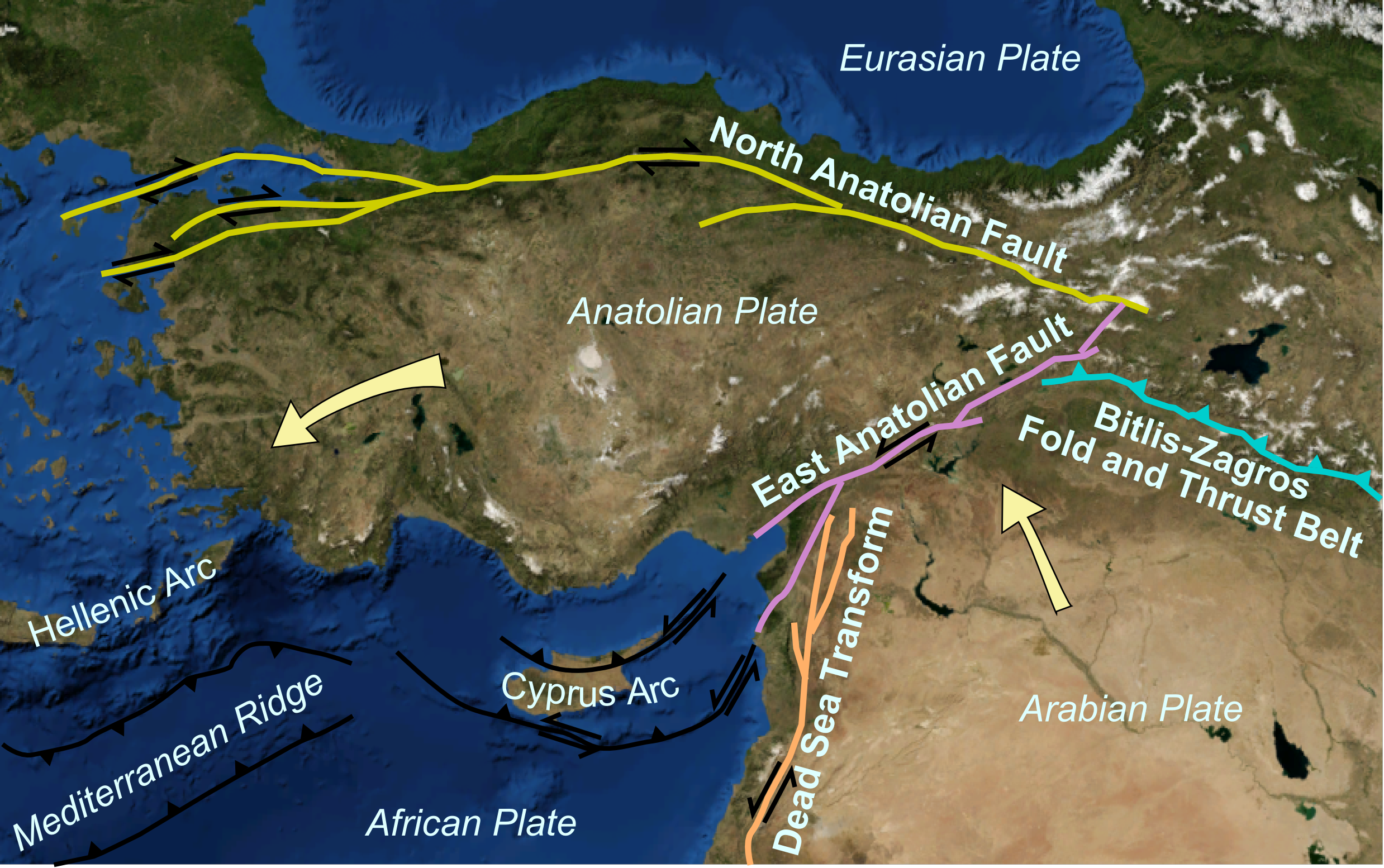
گسل شمال آناتولی و گسل‌های نزدیک به آن بیشتر ترکیه را می‌پوشانند.

گسل شمال آناتولی (به ترکی استانبولی: Kuzey Anadolu Fay Hattı)، (به انگلیسی: North Anatolian Fault (NAF)‎) یک گسل اصلی و فعال است در شمال آناتولی. گونهٔ آن امتدادلغز راست‌بَر * بوده، در درازای مرز تراریخت* بین صفحه اورازیا و صفحه آناتولی قرار گرفته‌است. گسل از پیوستگاه∗ خود با گسل خاوری آناتولی بنام پیوستگاه سه‌گانه کارلیووا در شرق ترکیه به سمت باختر می‌رود و سرتاسر شمال ترکیه تا دریای اژه را می‌پیماید و از ۲۰ کیلومتری جنوب استانبول رد می‌شود. رخدادهای زلزله از این گسل در بخش پیوند به بیرون است

## زمین‌لرزه‌های برجستهٔ گسل

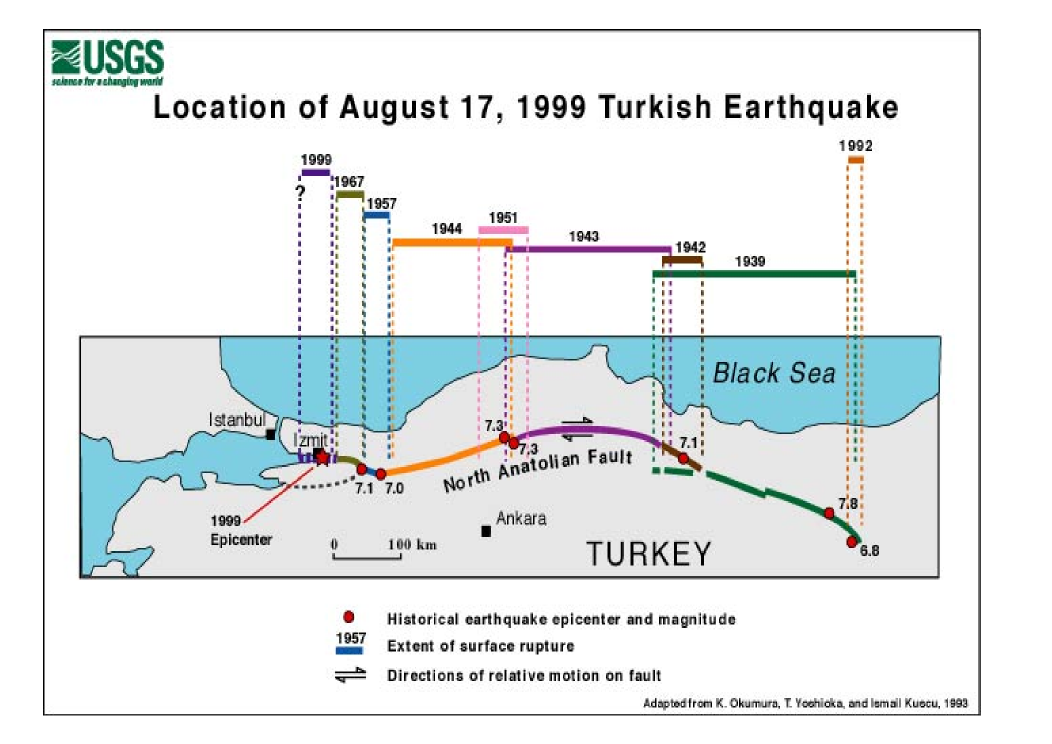
نمودار، پیشرویِ غرب‌سویِ زمین‌لرزه‌های اصلی را در طول گسل شمال آناتولی نشان می‌دهد.

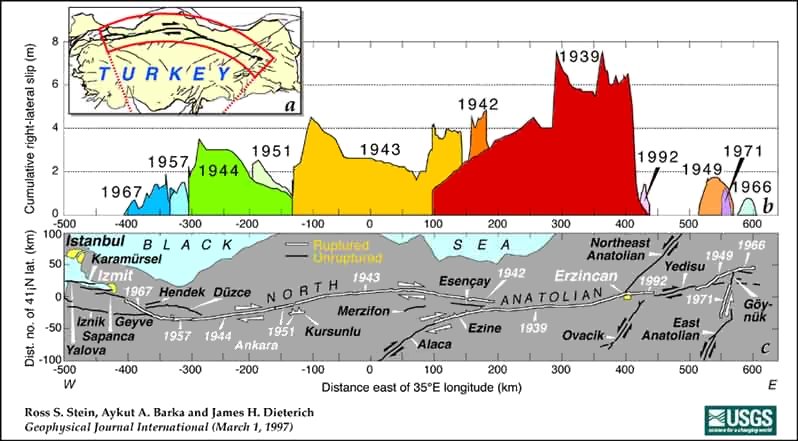
گسل شمال آناتولی و اندازهٔ لغزش زمین‌لرزه‌ها در سده بیستم

پس از زمین‌لرزهٔ فاجعه‌بار ارزنجان، هفت زمین‌لرزه با بزرگای بیشتر از ۷٫۰ در مقیاس ریشتر، هرکدام در باختر دیگری رویداده است. زلزله‌شناسانی که این الگو را بررسی نموده‌اند، باور دارند که زمین‌لرزه‌ها در درازای چند دهه به صورت توفان* رخ داده‌اند و یکی باعث چکانش∗ دیگری گردیده‌است. با مطالعهٔ تنشهای بوجودآمده در طول گسل توسط هر زمین‌لرزه، آنها توانستند شوکی که شهر ایزمیت را لرزاند و اثرات مخربی در اوت ۱۹۹۹ میلادی داشت را پیش‌بینی کنند. تصور می‌شود که زنجیرهٔ لرزش‌ها کامل نشده و بزودی زلزلهٔ دیگری نواحی غرب‌تر (شاید مناطق پرجمعیت استانبول) را در درازای گسل مورد حملهٔ خود قرار دهد.